# Hiadeľské sedlo

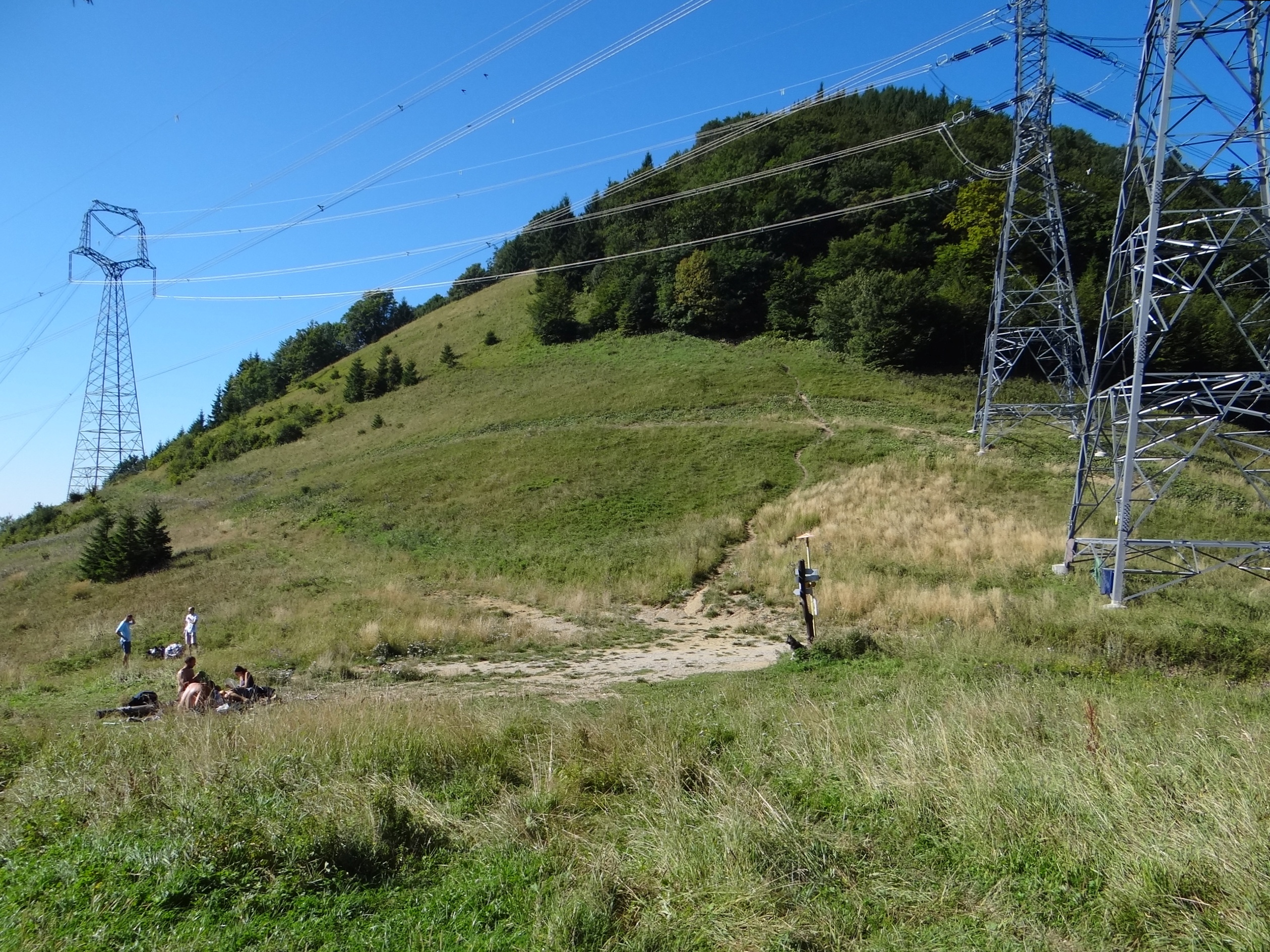
Hiadeľské sedlo

Hiadeľské sedlo (1099 m) – wyraźna, szeroka przełęcz w głównym grzbiecie Łańcucha Niżnotatrzańskiego w Centralnych Karpatach Zachodnich na Słowacji, oddzielająca Niżne Tatry (na wschodzie) od Starohorskich vrchów na zachodzie. Hiadeľské sedlo w tłumaczeniu na język polski to Przełęcz Hiadelska.
Przełęcz leży pomiędzy szczytem Prašivá (1652 m) na wschodzie a szczytem Kozí chrbát (1330 m) na zachodzie. Południowe stoki opadają do Hiadeľskiej doliny, północno-zachodnie do doliny Barboriná będącej odnogą Korytnickiej doliny. Przełęcz stanowi przejście między doliną Hiadeľską i Korytnicką. Wiedzie przez nią droga leśna z miejscowości Hiadeľ na południu do Korytnica-kúpele na północy. Przez przełęcz prowadzą także dwie linie elektryczne wysokiego napięcia. Po południowej stronie pod przełęczą wydatne źródło. Przełęcz leży w granicach Parku Narodowego Niżne Tatry.
W 1944 r. w rejonie przełęczy lądowały na spadochronach pierwsze grupy partyzantki antyfaszystowskiej (tablica pamiątkowa przy drodze z przełęczy do Korytnicy). W końcowej fazie słowackiego powstania narodowego, po upadku Bańskiej Bystrzycy, 29 października 1944 r. toczyły się tu walki między ustępującymi w góry powstańcami a oddziałami niemieckimi.
Rejon przełęczy jest trawiasty i rozciągają się z niego ograniczone widoki na południe i północny zachód. Na przełęczy znajduje się skrzyżowanie szlaków turystycznych i tablica informacyjna, opisująca walki z 1944 r. Tu także znajduje się jedno z nielicznych miejsc, na których Park Narodowy Niżne Tatry zezwala na biwakowanie.

## Szlaki turystyczne
Korytnica rázcestie – Korytnica-kúpele – sedlo pod Babou – Hiadeľské sedlo – Hiadeľská dolina – Hiadeľ
  odcinek: Donovaly – Kečka – Hadliarka – sedlo Hadlanka – Kozí chrbát – Hiadeľské sedlo – Prašivá – Malá Chochuľa – Veľká Chochuľa – Košarisko